# Château de Monceaux (Méhoudin)
Le château de Monceaux est un édifice situé à Méhoudin, en France.

## Localisation
Le monument est situé dans le département français de l'Orne, sur le territoire de la commune de Méhoudin.

## Historique
Le château, sur une base d'un manoir du XVIe siècle, est reconstruit en 1730-1740. Acheté par Octave Join-Lambert, il est reconstruit à l'identique en 1920.
Le parc de topiaires est installé au début du XXe siècle.
L'édifice est inscrit aux monuments historiques par arrêté du 31 août 1993 en particulier les éléments suivants :
- Avenue d'accès et avenue,
- Cour d'honneur,
- Façades et toitures du château et des communs, de la maison du jardinier, de l'orangerie et des bâtiments de la ferme,
- Terrasses,
- Jardins potagers,
- Bois,
- Vergers.